# IC 5049/1
IC 5049/1 је елиптична галаксија у сазвијежђу Микроскоп која се налази на листи објеката дубоког неба у Индекс каталогу.
Деклинација објекта је - 38° 24' 47" а ректасцензија 20h 47m 23,4s. Привидна величина (магнитуда) објекта IC 5049 износи 14,1 а фотографска магнитуда 15,1. IC 50491 је још познат и под ознакама ESO 341-14, MCG -6-45-14, AM 2044-383, PGC 65377.